# Miodrag Minja Milačić
Miodrag Minja Milačić (rođen 22. aprila 1978. godine u Podgorici) je crnogorski pisac, pjesnik i romansijer.

## Biografija
Milačić je počeo da piše sa šesnaest godina. Odrastao je u porodici učiteljice i književnika, u okruženju pisaca koji su bili prijatelji porodice.
Diplomirao je ekonomiju, a od 2024. godine nosi zvanje specijaliste za poslovnu i civilnu bezbjednost.
Od 2008. godine je član Udruženje književnika Crne Gore, a od 2016. godine predsjednik je Književnog kluba „Temelji“ iz Podgorice.
Živi i radi u Podgorici. Oženjen je i otac dvije kćerke.

## Književni opus
Za tri decenije stvaralaštva objavio je 14 zbirki poezije i jedan roman:
- Slomljeni stih (2006)[2]
- Molitev za snove (2008)[3]
- Između kletve i molitve (2011)[4]
- Sike života (2012)[5]
- Bore na ikoni (2013)[6]
- Barka (2015)[7]
- Temelji (2016)[8]
- Kosmički vijenac (2017)[9]
- Ljubavna poezija (2018)[10]
- Tron (2019)[11]
- Umireš li opet (2020)[12]
- U omotu tišine (2020)[13]
- Kruna (2021)[14]
- Minja (2022)[15]
- XII Poglavlja duše (2023)[16]

Djelo Sve moje osame svi moji osviti iz 2024. godine sadrži izbor poezije i proznih tekstova nastalih tokom prethodne tri decenije.

## Nagrade i priznanja
Dobitnik je više književnih nagrada u zemlji i inostranstvu:
- Lirski glasovi (2014) – za pjesmu Platno tvoje duše
- Puškinova nagrada (2018) – u okviru konkursa Sila slova za pjesmu Ostrog
- Gramata (2019) – za zbirku Ljubavna poezija, prevedenu na ruski jezik
- Makedonski Feniks (2024) – nagrada za životno djelo
- Zlatni Feniks (2024) – priznanje festivala Zajedno za Skoplje

## Spoljašnje veze
- Биографија на Montenegrina.net
- Објава романа – CdM
- Награде у Македонији – RTNK